# Krîmske, Sloveanoserbsk
Krîmske (în ucraineană Кримське) este localitatea de reședință a comunei Krîmske din raionul Sloveanoserbsk, regiunea Luhansk, Ucraina.

## Demografie
Componența lingvistică a localității Krîmske
     Rusă (87,48%)
     Ucraineană (12,52%)
Conform recensământului din 2001, majoritatea populației localității Krîmske era vorbitoare de rusă (87,48%), existând în minoritate și vorbitori de ucraineană (12,52%).